# Eraldo Pizzo
Eraldo Pizzo, född 21 april 1938 i Genua, är en italiensk vattenpolospelare. Han spelade i Italiens herrlandslag i vattenpolo i fyra OS. I Rom blev det guld, i Tokyo en fjärdeplats, i Mexico City ytterligare en fjärdeplats och i München en sjätteplats. I OS-turneringen 1960 gjorde Pizzo sju mål, fyra år senare fem mål, i OS-turneringen 1968 hela tjugonio mål och slutligen tolv mål i OS-turneringen 1972.
Eraldo Pizzo valdes in i The International Swimming Hall of Fame 1990. Med klubblaget Pro Recco vann han dessutom Europacupen i vattenpolo 1965. År 1982 avslutade han sin aktiva spelarkarriär och var sedan ordförande för Pro Recco i tre år.
År 2005 fick Pizzo vara med om att bära OS-facklan i gamla staden i Genua inför olympiska vinterspelen 2006.